# ناوچه جوزپه گاریبالدی

{{Infobox ship characteristics
ناوچه جوزپه گاریبالدی (به انگلیسی: Italian frigate Giuseppe Garibaldi) یک کشتی بود که طول آن ۶۸٫۲۰ متر (۲۲۳ فوت ۹ اینچ) Length overall بود. این کشتی در سال۱۸۶۰ (میلادی)|۱۸۶۰]] ساخته شد.